# Sevgi Soysal
Sevgi Soysal (30. září 1936, Istanbul – 22. listopadu 1976, Istanbul), narozená jako Sevgi Yenen, byla turecká spisovatelka.

## Životopis
Narodila se jako třetí ze šesti dětí architekta Mithata Yenena a jeho německé manželky Anneliese Ruppové, která později přijala turecké jméno Aliye. Po ukončení střední školy v Ankaře studovala filologii na Ankarské univerzitě, ale studia nedokončila. Získala titul až na konci 60. let.
V roce 1956 se provdala do básníka a překladatele Özdemira Nutku. Následovala svého manžela do Německa, kde navštěvovala jeden rok přednášky o archeologii a divadle na univerzitě v Göttingenu. Otěhotněla a vrátila se domů. V roce 1958 porodila syna jménem Korkuta. Mezi lety 1960 a 1961 pracovala v Kulturním centru německého velvyslanectví v Ankaře a pro Ankara Radyosu. Hrála v divadelní hře Zafer Madalyası uváděné v ankarském divadle Meydan a režírované Haldunem Dormenem. V roce 1965 se vdala za hereckého kolegu Başara Sabuncu.
Po vojenském převratu 12. března 1971 byla obviněna z příslušnosti k levicové organizaci a vsazena do vězení. Během svého zadržení se setkala s Mümtazem Soysalou, profesorem ústavního práva, který byl také zadržen za propagandu. Uzavřeli spolu sňatek přímo ve vězení. Jejich dcera Defna se narodila v prosinci 1973 a dcera Funda v březnu 1975. Sevgi Soysal byla opět zatčena z politických důvodů. Strávila osm měsíců vězení a dva a půl měsíce v exilu v Adaně.
Zemřela na rakovinu prsu ve věku 40 let. Je pohřbena na Zincirlikuyu Mezarlığı v Istanbulu.

## Dílo
- Tante Rosa (1968)
- Yürümek (1970)
- Yenişehir'de Bir Öğle Vakti (1974)
- Şafak (1975)
- Yıldırım Bölge Kadınlar Koğuşu (1976)
- Barış Adlı Çocuk (1976)
- Hoşgeldin Ölüm